# Fundación Global Democracia y Desarrollo
La Fundación Global Democracia y Desarrollo o FUNGLODE, es una organización privada sin fines de lucro dedicada a los estudios y capacitaciones de los diversos sectores del ámbito social, político, económico, democrático e internacional de la República Dominicana. Está afiliada a diversas altas casas de estudios de las ciencias sociales de diversos países del mundo como España, Francia y Estados Unidos. Su filial en los Estados Unidos es la Global Foundation for Democracy and Development tiene sede en Santo Domingo, Washington D.C y Nueva York.

## Historia
Fue fundada en el año 2000 por el expresidente de la República Dominicana Leonel Fernández justo después de terminar su primer mandato presidencial. Actualmente es el presidente honorífico de la organización. En la República Dominicana, FUNGLODE ha realizado miles de charlas, seminarios, cursos y capacitaciones en diversos sectores de la política y la economía del país. Junto a la Asociación de las Naciones Unidas de la República Dominicana ha realizado diversas conferencias y seminarios con jóvenes de la educación secundaria y de educación superior tales como:
- Conferencia Internacional de las Américas (CILA)
- Conferencia Modelo de las Naciones Unidas
- Conferencia Modelo Dominicano del Sistema Iberoamericano (MODOSI)
- Nueva York - Dominican Republic Model United Nations Conference (NYDRMUN)
- Foro de Jóvenes de las Américas por Haití (YAFH)

En todos los programas se cuenta con participación local e internacional de países de todo el mundo, miembros observadores, miembros de las Naciones Unidas y miembros de organizaciones internacionales sin fines de lucro.